# Erzbistum Cardiff-Menevia
Das in Großbritannien gelegene Erzbistum Cardiff-Menevia (lat.: Archidioecesis Cardiffensis-Menevenensis, englisch Archdiocese of Cardiff-Menevia, walisisch Archesgobaeth Caerdydd-Mynyw) umfasst den Süden von Wales und Herefordshire in England.

## Geschichte
Das Erzbistum Cardiff ging aus dem Apostolischen Vikariat Wales District hervor, das seinerseits 1840 vom Apostolischen Vikariat Western District abgetrennt worden war. Im Zuge der Wiederherstellung der katholischen Hierarchie in England gab das Apostolische Vikariat Wales District am 29. September 1850 Gebiete zur Gründung des Bistums Shrewsbury ab, zu dem fortan auch das nördliche Wales gehörte. Gleichzeitig wurde der südliche Teil von Wales zum Bistum Newport und Menevia erhoben. 1895 wurde dessen westlicher Teil als Apostolisches Vikariat Wales abgetrennt und der Name des Bistums in Newport abgeändert. Das Bistum selbst unterstand dem Erzbistum Westminster als Suffraganbistum.
Am 7. Februar 1916 zum Erzbistum und Metropolitansitz erhoben, verlegte es seinen Sitz nach Cardiff und änderte entsprechend seinen Namen. Seine Suffragane waren bis 2024 das Bistum Menevia und das Bistum Wrexham.
Am 27. April 2022 verfügte Papst Franziskus die Vereinigung des Erzbistums Cardiff in persona episcopi mit dem Bistum Menevia. Am 12. September 2024 vereinigte Papst Franziskus die beiden Diözesen auch strukturell zum Erzbistum Cardiff-Menevia.

## Bischöfe
1. Thomas Joseph Brown OSB (1840–1880)
2. John Cuthbert Hedley OSB (1881–1915)
3. James Romanus Bilsborrow OSB (1916–1920)
4. Francis Edward Joseph Mostyn (1921–1939)
5. Michael Joseph McGrath (1940–1961)
6. John Aloysius Murphy (1961–1983)
7. John Aloysius Ward OFMCap (1983–2001)
8. Peter David Smith (2001–2010) (danach Erzbischof von Southwark)
9. George Stack (2011–2022)
10. Mark O’Toole (seit 2022)

Weihbischöfe
- 1873–1881 John Cuthbert Hedley, Titularbischof von Caesaropolis
- 1970–1987 Daniel Joseph Mullins, Titularbischof von Sidnacestre